# Los Ajaches
Los Ajaches constituyen una formación volcánica antigua situada al sur de la isla de Lanzarote, Canarias, España. Se extienden desde la Punta del Papagayo (extremo sur de Lanzarote) hasta las inmediaciones de Playa Quemada (centro-oriental de la isla). 

## Geología
Esta formación tiene una edad estimada de unos once millones de años. Los geólogos creen que la altura inicial de estos volcanes llegó a ser de más de 4000 m[cita requerida] (más que el Teide actualmente) y sin embargo, hoy no superan los 400 m. Esto da una idea de los procesos erosivos que han desmantelado estas formaciones.

## Morfología
Los Ajaches de altura y modelado suave, aunque roto por los acantilados del sudeste isleño, tiene valles amplios e interfluvios alomados, como el de Femés —donde se encuentra la población homónima—, con masas de herbáceos de secano sobre suelo natural o enarenados, salpicados de campos de cebolla, leguminosas, sandía, papaya y tomates. Las laderas no están aterrazadas como en el macizo de Famara, y su color blanquecino viene dado por encostramientos de caliches.
En el extremo suroccidental, cuyo límite por el norte se situad entre Uga y Yaiza, destacan en el paisaje las casas blancas en forma de cubo y el verde de los cultivos sobre un fondo desértico de lava.
Las policromadas salinas escalonadas de Janubio, Playa Blanca, recientemente ocupada por el turismo masivo, las playas de Papagayo y la Montaña Roja, aislada en medio del llano del Rubicón, son los elementos más sobresalientes de este sector meridional.

## Protección
El macizo es un espacio natural protegido con la categoría de monumento natural de los Ajaches. Además ha sido declarado zona de especial protección para las aves (ZEPA) y por definición área de sensibilidad ecológica.